# Diferença nas diferenças
Diferença nas diferenças (DID  ou DD ) é uma técnica estatística usada em econometria e pesquisa quantitativa nas ciências sociais que tenta imitar um projeto de pesquisa experimental usando dados de estudos observacionais, estudando o efeito diferencial de um tratamento sobre um 'grupo de tratamento' versus um 'grupo de controle' em um experimento natural.  Ele calcula o efeito de um tratamento (ou seja, uma variável explicativa ou uma variável independente) em um resultado (ou seja, uma variável de resposta ou variável dependente) comparando a mudança média ao longo do tempo na variável de resultado para o grupo de tratamento com a mudança média ao longo do tempo para o grupo controle. Embora se destine a mitigar os efeitos de fatores de confusão e viés de seleção, dependendo de como o grupo de tratamento é escolhido, esse método ainda pode estar sujeito a certos vieses (por exemplo, regressão média, causalidade reversa e viés de variável omitida).
Em contraste com uma estimativa de série temporal do efeito do tratamento nos indivíduos (que analisa as diferenças ao longo do tempo) ou uma estimativa de corte transversal do efeito do tratamento (que mede a diferença entre os grupos de tratamento e controle), a diferença nas diferenças usa dados de painel para medir as diferenças entre o grupo de tratamento e de controle na variável de resultado que ocorrem ao longo do tempo.

## Definição geral

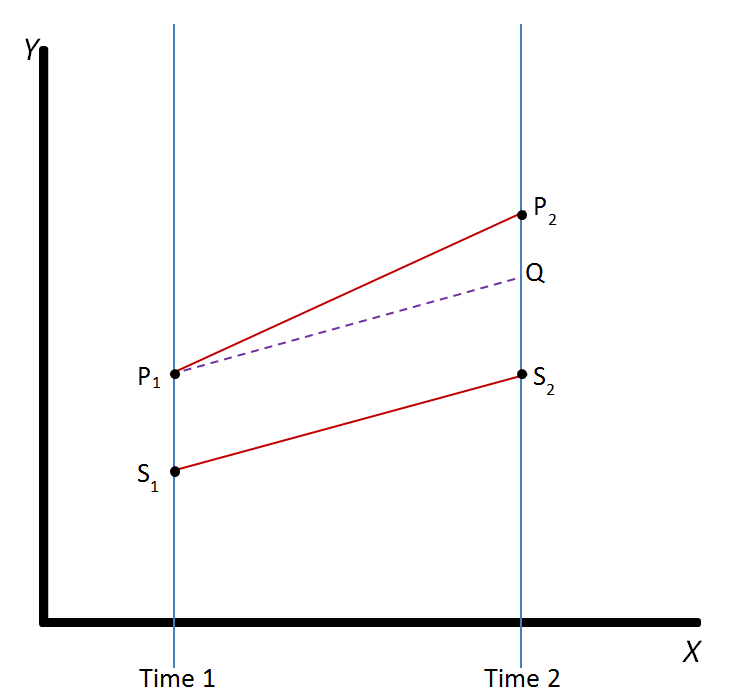

A diferença nas diferenças requer dados medidos de um grupo de tratamento e um grupo de controle em dois ou mais períodos de tempo diferentes, especificamente pelo menos um período de tempo antes do "tratamento" e pelo menos um período de tempo após o "tratamento". No exemplo ilustrado, o resultado no grupo de tratamento é representado pela linha P e o resultado no grupo de controle é representado pela linha S. A variável de resultado (dependente) em ambos os grupos é medida no tempo 1, antes de qualquer um dos grupos ter recebido o tratamento (a variável independente ou explicativa), representada pelos pontos P1 e S1. O grupo de tratamento então recebe ou experimenta o tratamento e ambos os grupos são medidos novamente no tempo 2. Nem toda a diferença entre os grupos de tratamento e controle no tempo 2 (ou seja, a diferença entre P2 e S2) pode ser explicada como sendo um efeito do tratamento, porque o grupo de tratamento e o grupo de controle não começaram no mesmo ponto no tempo 1. O DID, portanto, calcula a diferença "normal" na variável de resultado entre os dois grupos (a diferença que ainda existiria se nenhum dos grupos tivesse experimentado o tratamento), representada pela linha pontilhada Q. (Observe que a inclinação de P1 para Q é a mesma que a inclinação de S1 para S2). O efeito do tratamento é a diferença entre o resultado observado (P2) e o resultado "normal" (a diferença entre P2 e Q).

## Definição formal
Considere o modelo
{\displaystyle y_{it}~=~\gamma _{s(i)}+\lambda _{t}+\delta I(\dots )+\varepsilon _{it}}
onde {\displaystyle y_{it}} é a variável dependente para o indivíduo {\displaystyle i} e tempo {\displaystyle t}, {\displaystyle s(i)} é o grupo ao qual {\displaystyle i} pertence (ou seja, o tratamento ou o grupo de controle), e {\displaystyle I(\dots )} é uma abreviação para a variável dummy igual a 1 quando o evento descrito em {\displaystyle (\dots )} é verdadeiro e 0 caso contrário. Na projeção do tempo azul versus {\displaystyle Y} por grupo, {\displaystyle \gamma _{s}} é a interceptação vertical para o gráfico para {\displaystyle s}, e {\displaystyle \lambda _{t}} é a tendência de tempo compartilhada por ambos os grupos de acordo com a suposição de tendência paralela. {\displaystyle \delta } é o efeito do tratamento, e {\displaystyle \varepsilon _{it}} é o termo residual.